# نادي النور (العراق)
نادي النور الرياضي هو فريق كرة قدم عراقي مقره في أبو الخصيب، البصرة، تم تأسيسه عام 2016، يلعب في الدوري العراقي الدرجة الثالثة.

## روابط خارجية
- أندية العراق - تواريخ التأسيس
- اتحاد أندية البصرة